# Абегг, Елизавета
Луи́за Вильгельми́на Елизаве́та А́бегг (нем. Luise Wilhelmine Elisabeth Abegg, 3 марта 1882, Страсбург, Германская империя — 8 августа 1974, Западный Берлин, ФРГ) — немецкий педагог и член немецкого Движения Сопротивления.
Во время нацистского режима в Германии, укрыла и спасла около восьмидесяти евреев. Дама ордена «За заслуги перед Федеративной Республикой Германия». Праведница мира. Состояла членом Социал-демократической партии Германии и Общества друзей.

## Биография
Родилась 3 марта 1882 года в Страсбурге, в семье юриста, офицера и писателя Иоганна Фридриха Абегга (1847—1923) и Марии Каролины Елизаветы, урождённой Рэм. Приходилась двоюродной сестрой известному политику Вильгельму Абеггу (1876—1951). Окончила педагогическое училище. В 1912 году одной из первых женщин в Германской империи поступила в Страсбургский университет, где изучала историю, классическую филологию и романистику. В 1916 году в Лейпцигском университете защитила диссертацию по истории итальянского средневековья и получила степень доктора философских наук. В 1918 году, когда Эльзас вошёл в состав Франции, переехала в Берлин, где принимала участие в послевоенной работе по оказанию помощи, организованной сообществом квакеров. В 1924 году поступила на работу учительницей в Высший лицей Луизы в районе Берлин-Моабит, одну из первых школ для девочек в Берлине.
Занималась активной социальной деятельностью в сообществе Берлин-Восток. В этой организации, занимавшейся оказанием социальной помощи обездоленным молодым людям, особенно молодым женщинам, проповедовал пастор Фридрих Зигмунд-Шульце. Во время Веймарской республики вступила в Немецкую демократическую партию и поддерживала многочисленные контакты с демократически настроенными соотечественниками.
В 1933 году выступила против коллег-учителей и учеников старших классов, поддержавших нацистскую пропаганду и дискриминацию евреев (учителей и учеников). В 1935 году была классифицирована нацистским режимом как «политически ненадёжная» из-за отказа принести присягу фюреру и переведена на работу в гимназию Рюккерт в районе Берлин-Шёнеберг. С середины 1930-х годов была участницей движения Сопротивления и поддерживала связь с группой Робинзона-Штрассмана. В 1938 году она была предупреждена гестапо о недопустимости симпатий к позиции немецкого богослова Дитриха Бонхёффера. В 1941 году ей пришлось оставить преподавательскую деятельность. В том же году она официально вступила в Общество друзей и стала квакером.
Оказывать активную помощь евреям Абегг начала после трагедии, случившейся с её подругой-еврейкой Анной Гиршберг, которая была депортирована в июле 1942 года и погибла в концентрационном лагере Освенцим спустя два года. Абегг предлагала ей помощь, но та отказалась из-за страха нарушить предписание нацистских властей. Желание спасти хотя бы отдельных людей укрепили в ней британские радиопередачи, которые Абегг прослушивала в доме Рихарда Линде, отца одной из своих учениц. Из них она узнала о преступлениях нацистов на оккупированных территориях. Согласно собственным воспоминаниям Абегг, она и её сестра-инвалид Юлия в трёхкомнатной квартире в берлинском районе Темпельхоф, где с ними жила и их мать, укрыли в общей сложности двенадцать человек. В этой квартире она продолжала давать уроки детям-евреям.

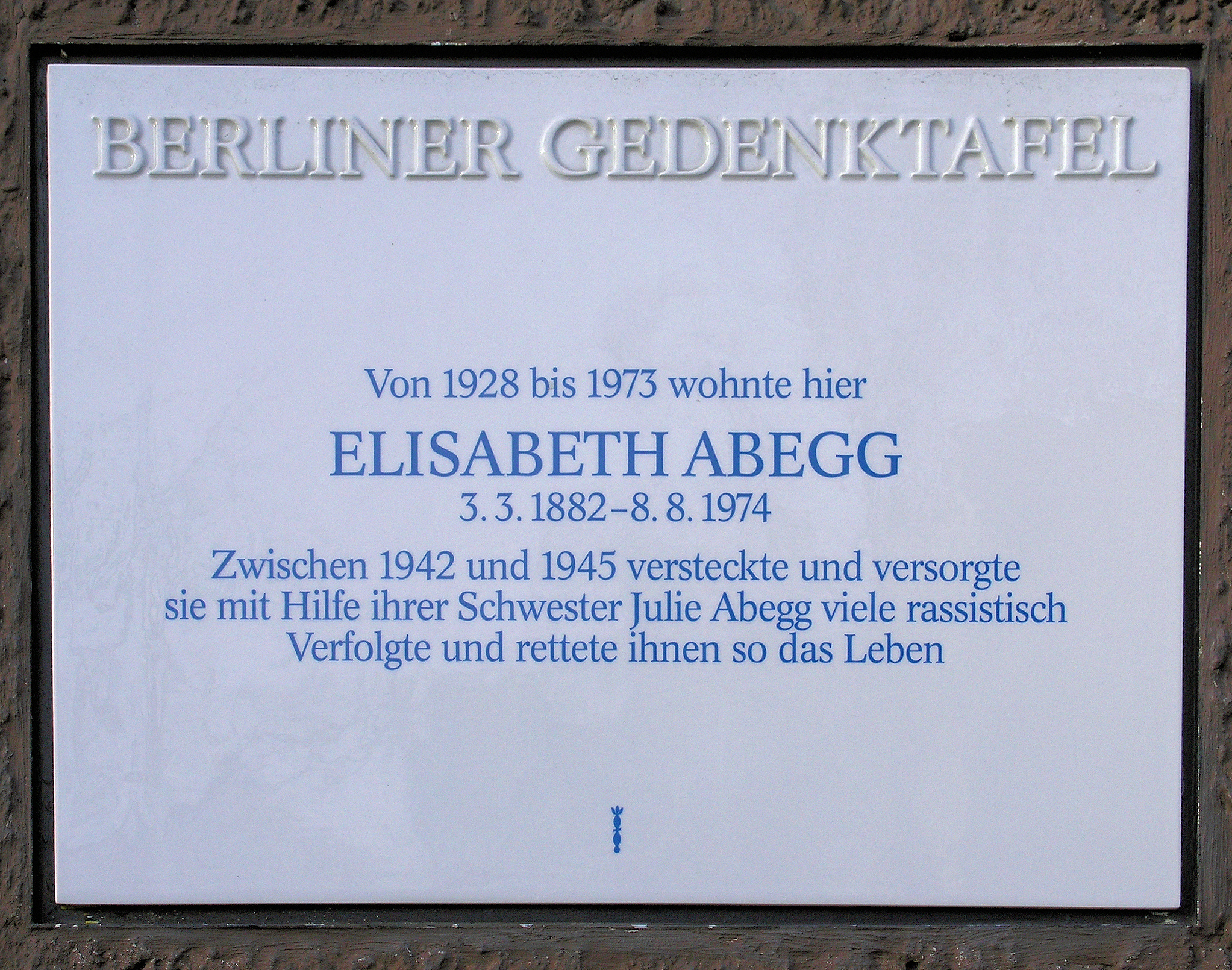
Мемориальная доска в Берлине на здании № 56 на улице Темпелхофер-Дамм в районе Темпельхоф, в Берлине

В феврале 1943 года Абегг спасла от депортации воспитательницу детского сада Лизелотту Перелес и её приёмную дочь Сюзанну Манассе. Чтобы обеспечить побег Йизчака Шверсенца в Швейцарию, она продала свои ювелирные украшения. Кроме евреев Абегг помогала тем, кого нацистские власти преследовали по политическим соображениям. Среди них был и Эрнст фон Гарнак. Она находила для них жильё, еду, одежду, деньги и поддельные документы. В этом ей помогали бывшая коллега Елизавета Шмитц, бывшие ученицы Лидия Форсстрем и Хильдегард Арнольд-Найс и их тётя Кристина Энглер, Берта Беккер, Рихард Линде и друзья-квакеры. Например, за пределами Берлина существовали контакты с семьёй Бунке в Восточной Пруссии и швеёй Маргрит Доббек в Эльзасе. Вместе они спасли около восьмидесяти человек, большинство из которых выжили. Хотя её деятельность велась на глазах у соседей, некоторые из которых были активными нацистами, работа Абегг не была обнаружена гестапо.
После Второй мировой войны Абегг жила в Западном Берлине и работала учительницей. Она вступила в Социал-демократическую партию Германии и была активной участницей квакерского движения в Берлине. В 1947 году Абегг стала одной из основательниц дома Общества друзей в Миттельхофе в районе Берлин-Целендорф — института, который должен был внести социокультурный вклад в демократизацию послевоенной Германии. 27 февраля 1957 года правительство удостоило её награды «Федеральный крест за заслуги перед ФРГ». В том же 1957 году группа евреев, которых Абегг спасла во время Холокоста, опубликовала о ней книгу под названием «Свет, сияющий во тьме». 23 мая 1967 года Яд Вашем удостоил её почётного звания Праведницы народов мира. Она умерла 8 августа 1974 года в Западном Берлине. 9 ноября 1991 года в районе Темпельхоф в память о ней была установлена мемориальная доска. 20 декабря 2004 года в честь Абегг была названа улица в районе Берлин-Моабит.

## Сочинения
- «Политика Милана в первые десятилетия XIII века» (1918) — докторская диссертация[6].